# Височане
Височане (хорв. Visočane) — населений пункт у Хорватії, у Задарській жупанії у складі громади Поличник.

## Населення
Населення за даними перепису 2011 року становило 372 осіб.
Динаміка чисельності населення поселення:

## Клімат
Середня річна температура становить 13,98 °C, середня максимальна – 28,34 °C, а середня мінімальна – -0,14 °C. Середня річна кількість опадів – 914 мм.
| Клімат поселення                              | Клімат поселення | Клімат поселення | Клімат поселення | Клімат поселення | Клімат поселення | Клімат поселення | Клімат поселення | Клімат поселення | Клімат поселення | Клімат поселення | Клімат поселення | Клімат поселення | Клімат поселення |
| Показник                                      | Січ.             | Лют.             | Бер.             | Квіт.            | Трав.            | Черв.            | Лип.             | Серп.            | Вер.             | Жовт.            | Лист.            | Груд.            |                  |
| Середній максимум, °C                         | 10,74            | 11,79            | 14,52            | 17,69            | 22,18            | 25,88            | 28,34            | 27,82            | 24,04            | 19,54            | 14,03            | 11,05            |                  |
| Середня температура, °C                       | 5,30             | 6,34             | 9,06             | 12,23            | 16,73            | 20,42            | 23,82            | 23,30            | 19,52            | 15,02            | 9,51             | 6,53             |                  |
| Середній мінімум, °C                          | −0,14            | 0,88             | 3,61             | 6,77             | 11,28            | 14,98            | 19,29            | 18,77            | 14,99            | 10,49            | 4,97             | 2,01             |                  |
| Норма опадів, мм                              | 75               | 66               | 69               | 76               | 70               | 59               | 35               | 52               | 101              | 109              | 107              | 95               |                  |
| Середньомісячна швидкість вітру, м/с          | 2.50             | 2.64             | 2.85             | 2.75             | 2.40             | 2.22             | 2.23             | 2.11             | 2.25             | 2.35             | 2.82             | 2.73             |                  |
| Середньомісячна сонячна радіація, кДж/м²·день | 4948             | 7677             | 11292            | 16063            | 20272            | 22380            | 24170            | 21020            | 15451            | 9819             | 5373             | 4247             |                  |
| --------------------------------------------- | ---------------- | ---------------- | ---------------- | ---------------- | ---------------- | ---------------- | ---------------- | ---------------- | ---------------- | ---------------- | ---------------- | ---------------- | ---------------- |
| Джерело:                                      |                  |                  |                  |                  |                  |                  |                  |                  |                  |                  |                  |                  |                  |